# 贺化
贺化（1960年7月—），汉族，河南郑州人。中共党员。1983年毕业于天津大学化工系化工机械专业。1983年8月至1998年4月历任国家知识产权局专利局机械发明审查部审查员、副处长、处长；1998年5月任国家知识产权局专利局审查业务管理部副部长；2001年2月历任国家知识产权局专利审查协作中心副主任、主任；2002年12月，任国家知识产权局专利局秘书长；2004年8月，任国家知识产权局副局长。